# Werner von Siemens
Werner von Siemens   (Lenthe, 13 de desembre de 1816 - Charlottenburg, 6 de desembre de 1892) va ser un enginyer elèctric, inventor i industrial alemany. El nom de Siemens ha estat adoptat com a unitat SI de conductància elèctrica, siemens. Va fundar el conglomerat elèctric i de telecomunicacions Siemens.

## Biografia
Va néixer a Lenthe, prop de Hannover (Alemanya), el 13 de desembre de 1816. Va ser el major dels catorze germans, tots ells enginyers i industrials. Com la seva família va perdre els recursos per donar-li una educació superior, va ingressar en una acadèmia d'artilleria i va arribar a ser tinent d'artilleria de l'exèrcit prussià. Als trenta anys el 1847 va construir un nou tipus de telègraf, posant així la primera pedra en la construcció de Siemens AG, fundada l'octubre d'aquell mateix any, al costat de Johann Georg Halske, mecànic entusiasta de la tècnica, (llavors, Telegraphe-Bauanstalt von Siemens und Halske) i el seu cosí, el banquer Johann Georg Siemens, de qui procedien els primers 6.842 tàlers del capital inicial de l'empresa.
Va ser ascendit a la noblesa el 1888, amb la qual cosa el cognom Siemens (de la seva família Siemens) va passar a ser "von Siemens", que significa "de Siemens". Va morir el 6 de desembre de 1892 a Berlín (Alemanya).
El 1841 va desenvolupar un procés de galvanització, el 1846 un telègraf d'agulla i pressió, un sistema d'aïllament de cables elèctrics mitjançant gutaperxa, el que va permetre, en la pràctica, la construcció i estesa de cables submarins. Va competir amb altres reclamant la invenció de la dinamo i va ser un dels pioners de les grans línies telegràfiques transoceàniques, responsable de la línia Irlanda-EUA (començada el 1874 a bord del vaixell Faraday) i Gran Bretanya-Índia (1870). És pioner en altres invencions, com el telègraf amb punter/teclat per fer transparent a l'usuari el codi Morse, o la primera locomotora elèctrica, presentada per la seva empresa el 1879 i el primer ascensor elèctric el 1880.
Dins dels seus molts invents i descobriments elèctrics podríem destacar la dinamo i l'ús de la gutaperxa, substància plàstica extreta del làtex, i un generador d'ozó. L'any 1887 va participar en la fundació de l'lnstitut lmperial de Física i Tècnica, el Physikalische-Technische Reichsanstalt (actualment Physikalische-Technische Bundesanstalt), juntament amb Karl-Heinrich Schellbach i Hermann von Helmholtz a Berlin-Charlottenburg. Un any més tard va rebre un títol nobiliari.